# Evangelos Meimarakis
Evangelos (Vangelis) Meimarakis (Grieks: Ευάγγελος (Βαγγέλης) Μεϊμαράκης) (Athene, 14 december 1953) is een Grieks advocaat en politicus.

## Leven en werk
Meimarakis stamt uit een kretense familie en heeft rechten gestudeerd aan de Panteion Universiteit te Athene. Hij is sinds 1974 lid van de partij Nea Dimokratia en zetelt in het Griekse parlement sinds 1989. Van 1992 tot 1993 was hij adjunct minister van sport en secretaris-generaal van zijn partij tot zijn benoeming in 2006 tot minister van Landsverdediging. Van 2012 tot 2015 was hij voorzitter van het Griekse parlement.
Na het aftreden van Antonis Samaras als leider van Nea Dimokratia  werd hij aangeduid als zijn opvolger. Samaras trad op 5 juli 2015  af als partijleider van Nea Democratia naar aanleiding van de uitslag van een referendum.

## Persoonlijk leven
Meimarakis is gehuwd en heeft twee dochters.
- Gemeinsame Normdatei: 1063048516
- Virtual International Authority File: 312620729
- WorldCat: E39PBJd8dTVgFJKr6dmHQyxkXd